# Konstantinopol
Konstantinopol (grč. Κωνσταντıνούπολıς, romanizirano Kōnstantinoúpolis; lat. Cōnstantīnopolis; osm. tur. قسطنطينيه, romanizirano Ḳosṭanṭīnīye), također i Carigrad, bio je glavni grad Rimskoga Carstva za vladavine Konstantitna Velikog, a nakon pada Zapadnoga Rimskog Carstva i prijestolnica Istočnoga Rimskog tj. Bizantskog, Latinskog te Osmanskog Carstva.

## Osnivanje nove prijestolnice Rimskog Carstva
Smatra se da su na mjestu toga grada Tračani imali naselje Lygium, negdje u razdoblju između 13. i 11. stoljeća prije Krista. Potom su preko puta grada Kalcedona na azijskoj strani tjesnaca Bospor oko 657. godine grčki kolonisti osnovali grad Bizantium. Grad je nastao uz Zlatni Rog, plovni estuarij na uljevu dviju rijeka u Bosporski tjesnac, koji je pružao odlične uvjete za sidrenje brodova. Bizantium nije bio osobito velik i važan, ali je bio prosperitetan, kao grad s dobrom prirodnom lukom na vrlo važnoj plovidbenoj ruti. Perzijski car Darije I. je u 6. stoljeću pr. Kr. ondje podigao pontonski most koji je povezivao Aziju i Europu.
Rimski car Septimije Sever je najprije tijekom rata 196. godine spalio grad do temelja, te potom na istom mjestu ponovo podigao grad. 324. godine car Konstantin I. Veliki je odlučio da će na mjestu skromnog Bizanta podići novu prijestolnicu Rima, koja je potom dobila ime po njemu: Konstantinopol. Od tada pa do 15. stoljeća bio je to najveći i najbogatiji grad u Europi, središte političke vlasti, trgovine, obrta, znanosti i umjetnosti.
Prvi kršćanski Car Konstantin (naime je on legalizirao i potom vrlo pomagao Crkvu i pred smrt se dao krstiti) je novu prijestolnicu Rimskog Carstva gradio 6 godina, osiguravajući za stanovništvo vrlo povećanog grada besplatnih 80.000 dnevnih obroka hrane i podupiravši privatne investicije u izgradnju nove prijestolnice dodjelom zemljišnih posjeda u obližnjim provincijama Azija i Pont. Nova prijestolnica je imala u odnosu na Rim pojednostavljenu političku i upravnu strukturu, ali je ipak imala senat čiji su članovi imali pravo na naslov "clarissimus", kao i oni u Rimu. Do 330. godine bio je već gotov i hipodrom (on će tijekom svih stoljeća rimskog Konstantinopola imati važnu socijalnu ulogu) za 80.000 gledatelja, u blizini kojega su podignute vrlo velika javna kupališta. Gradske zidine su obuhvatile 7 brežuljaka, jednako kao u slučaju Rima i Atene; površina unutar zidina je bila oko 1400 hektara, vrlo slično kao u Rimu.
U gradu je prevladao grčki jezik - koji je bio jezik trgovine i kulture na cijelom Mediteranu pod rimskom vlašću i koji je bio jezik gradskog stanovništva u helenističkim područjima na istočnoj polovini Sredozemlja nakon osvajanja Aleksandra Makedonskog, ali su državna uprava, sudstvo i vojska stoljećima nastavile koristiti latinski jezik kao službeni. Građani su u narednim stoljećima sebe smatrali Rimljanima, stanovnicima prijestolnice Rimskog Carstva.

## Nakon propasti Zapadnog Rimskog Carstva
Od 413. do 414. godine su radi pojačanja obrane grada podignute jače Teodozijeve zidine visoke čak 18 metara.
Za vrijeme cara Justinijana I. (527. – 565.) grad je, zajedno s Rimskim Carstvom, doživio novi vrhunac, te je iznova sagrađena još veličanstvenija katedralna crkva Hagia Sofia.
Arapi su grad izuzev njegovim pravim imenom zvali i Rūmiyyat al-Kubra (Veliki Grad Rimljana), a Perzijanci Takht-e Rum (Rimska prijestolnica). U slavenskim jezicima zove ga se Carigradom. Iz njega se trgovalo s Perzijom, Kinom, Indijom i drugim dalekim zemljama; u njemu su obrtnici proizvodili robe koje su se prodavale od ravnica oko Dnjepra i Kaspijskog mora do udaljenih krajeva Iberije uz Atlanski ocean. Diplomatski predstavnici koji su dolazili iz Konstantinopola su posvuda uživali najvišu čast.
Konstantinopol se, zajedno s Rimskim carstvom, više puta našao u egzistencijalnoj opasnosti. Zapravo su moćne Teodozijeve zidine početkom 5. stoljeća bile podignute za slučaj da Vizigoti uspije doći do rimske prijestolnice. 618. godine, kada su se u isto doba Carigradu približavale vojske Avara sa sjevera, a s jugoistoka Sasanidske Perzije zauzimajući redom provincije Istočnog Rimskog Carstva, car Heraklije (koji se čak pripremao za premještanje prijestolnice u Kartagu) morao je ukinuti besplatnu podjela žita građanstvu; stanovništvo grada se potom znatno smanjilo. Grad je 626. godine izdržao zajedničku opsadu Avara i Sasanida. Ubrzo potom, nakon što su Arapi osvojili Perziju 633. – 644. god., uslijedili su arapski pokušaji osvajanja Konstantinopola, kojega su oni opsjedali 674. – 678. i potom 717. – 718. godine. Drugu arapsku opsadu okončale su vojne snage Bugara, koji su se oko 680. godine naselili na području neposredno sjeverno od Konstantinopola; njihovom je tek kristijaniziranom kanu Tervelu bizantski car (imperator) Justinijan II. priznao titulu "cezara" (caesar), što bi impliciralo da vlada dijelom Rimskog carstva. Međutim se Bugarska - nova država na pragu Konstantinopola - pokazala dovoljno moćnom da bude posve nezavisnim Bugarskim carstvom.
Od 8. do 11. stoljeća je Konstantinopol - zahvaljujući uspješnom konsolidiranju Istočnog Rimskog Carstva na Balkanu, u Maloj Aziji i Južnoj Italiji - povratio mnogo od svoje moći i bogatstva, te je s oko 300.000 stanovnika (s čime je i tada bio daleko najveći grad u Europi) koliko je imao u 5. stoljeću njegovo stanovništvo poraslo na 500 do 800 tisuća.

## Dolazak Turaka
Bitka kod Manzikerta 1071. godine, nakon koje je Carstvo izgubilo Armeniju, označilo je početak novog vrlo teškog razdoblja za Konstantinopol. Do 1080. godine su Turci Seldžuci osvojili također i većinu Anatolije, došavši nadomak samog Konstantinopola. Nakon što su na poziv cara Aleksija I. Komnena i pape Urbana II. sa zapada Europe 1096. križari krenuli u Prvi križarski rat, 1097. su oni prešli Bospor i najprije oslobodili Niceju: Turci su potisnuti daleko od Carigrada, te je na neko vrijeme konsolidiran položaj Istočnog Rimskog Carstva i njegove prijestolnice Konstantinopola. 
U dodiru s obnovljenim kršćanskim svijetom na svojem zapadu - koji je obuhvaćao brojne i često zaraćene zemlje - doživljava Konstantinopol nove izazove. Već 1081. godine bilježi Istočno Rimsko Carstvo prvi pokušaj Normana, koji su uspostavili svoje kraljevstvo u Južnoj Italiji (protjeravši od tamo Arape), da osvoje područja na zapadu Epira i Grčke. Nakon što su se Normani na nekoliko narednih desetljeća bili pridružili križarima, normanski kralj Sicilije Roger (Ruđer) II. ponovo ratuje s Bizantom, napavši Epir kako bi spriječio bizantska nastojanja da pod svoju vlast vrate područja Južne Italije, nakon što su Normani na tom području osvojili arapski Sicilijski Emirat. 1185. god. su Normani opustošili Solun. Naposljetku je 1204. god. Venecija dovela na sam Konstantinopol križarsku vojsku: ti su križari umjesto ratovanja s muslimanima osvojili najveći kršćanski grad (osvojivši za Mlečane usput 1202 god. i Zadar,  koji je tada bio pod vlašću hrvatsko-ugarskog kralja Bele III.). Grof Balduin IX. Flandrijski okrunjen je za cara Balduina I., te je do 1261. god. Konstantinopolom vladalo Latinsko carstvo.  Skoro pola državnog područja Bizanta, u prvom redu grčke otoke na važnim trgovačkim rutama, preuzela je Venecija, koja je napad 1204. godine na svojim brodovima i bila dovela na Konstantinopol. Grčka elita koja je vladala Bizantom oduprla se Latinskom carstvu proglasivši konkurentsko tzv. Nicejsko Carstvo i Epirsku Despotovinu (također Trapezuntsko Carstvo pod zaštitom Gruzije, koje nije ratovalo s Latinskim Carstvom) te su se desetljećima vodile ogorčene borbe između Grka i "Latina" (uglavnom, Francuza). Gospodarstvo Konstantinopola je za vrijeme Latinskog carstva jako oslabilo, a vrlo se smanjilo i stanovništvo. Državne poslove su "Latini", uvučeni u seriju ratova ne samo s Nicejskim carstvom, nego i s drugim susjedima koji su htjeli dijelove bizantskog teritorija, u velikoj mjeri financirali pljačkom, uključujući i svetih slika i relikvija iz samostana i crkava. Sredstava za održavanje palača i utvrda uglavnom nije bilo, te su naposljetku latinski carevi prodavali i olovne oluke s palača u Konstantinopolu. Grci su epizodu s Latinskim carstvom u kolektivnom pamćenju duboko zapamtili, te su među pravoslavnim narodima pod svojim kulturalnim utjecajem stoljećima širili nepovjerenje i čak mržnju prema zapadnim kršćanima, koje će nastaviti gledati kao neprijatelje čak i u vrijeme kada su Grcima posve zavladali Turci.
Od 1261. do 1453. godine vlada Konstantinopolom i ostatcima Rimskog Carstva dinastija Paleologa, koji međutim nikad nisu s grčkih područja posve potisnuli Veneciju, Đenovu i druge talijanske države (tako je Ahajskom kneževinom vladala Kraljevina Sicilija). Devet careva iz te dinastije (od kojih su dvojica imali svoje sinove za suvladare) mora uvijek iznova ratovati protiv seldžučkih Turaka (koji su svoju moćnu državu sa sjedištem u Konyi nazivali "Saljūqiyān-i Rūm", tj. "Rimski Sultanat"). Turski velikaš Osman I. baš u krajevima najbližim Konstantinopolu osniva novi sultanat koji će izrasti u Osmansko Carstvo, državu s deklariranim ciljem da u svemu bude sljednik Rimskog Carstva, uz novu državnu vjeru. Osmanski Turci su već početkom 14. stoljeća uspostavili prve posjede u europskim grčkim područjima, a prije konačnog osvajanja Konstantinopola podvrgnuti će svojoj vlasti Bugare (nakon odlučne Bitke kod Nikopolja 1396., u kojoj Bugare nije uspjela spasiti ni velika križarska vojska koja im je došla u pomoć) i Srbe (nakon Bitke na Kosovu Polju 1389., gdje Srbe također nisu mogli spasiti saveznici iz Hrvatske i Bosne), dvije carevine koje su vladale područjima u Makedoniji koji su ranije bili vitalno važni za Istočno Rimsko Carstvo, i koje su nastale pod odlučnim grčkim kulturalnim utjecajem.

## Pad Carigrada 1453. godine
Vidi još: Pad Carigrada 1453.
Nakon rata s Turcima 1424. godine (1420. god. su Turci pod Muratom II. grad bili stavili pod opsadu), Konstantinopol uspijeva opstati tek plaćajući Osmanlijama izrazito visoki danak od 300 tisuća dukata; bila je riječ o velikom bogatstvu koje je istovremeno jačalo Turke i slabilo zadnje ostatke Rima. 
Istočno Rimsko Carstvo je svu nadu položilo u pridobivanje kršćanskog Zapada u novi križarski rat te su grčka crkvena delegacija i sam car sudjelovali na crkvenom koncilu održanom 1438. i 1439. u Ferari i Firenci. Grci su držali epizodu s Latinskim carstvom pred dva stoljeća u teškom sjećanju; ali su barem na neko vrijeme davali sve od sebe da se što više približe latinskom svijetu od kojega su se mogli nadati nekom savezništvu. Zapad u prvoj polovini 15. stoljeću međutim nije našao dovoljno motiva za slogu u obrani od Turaka, nakon što je križarska vojska bila 1396. godine poražena u bitci kod Nikopolja. Mađari i Hrvati će pokušavati tijekom 15. stoljeća pomoći Srbima. Nijemci i Česi će u 16. stoljeću pomagati Mađarima i Hrvatima. Poljsko-Litavska Unija, i sama mnogo puta napadnuta od Turaka, naposljetku je odlučnu pomoć Svetom Rimskom Carstvu (njemačke narodnosti) pružila tek krajem 17. stoljeća, pred Bečom 1683. godine. Tek je savez te dvije dovoljno moćne države zaustavio (vrlo postupnu, ali vrlo upornu) tursku ekspanziju na sjever i zapad.
U vrijeme pada Carigrada 1453. Konstantinopol je bio grad kojemu su ogromne i skoro neosvojive zidine bile daleko prevelike: unutar zidina dugih 12 km je na površini od 5 km2 živjelo možda 50 do 60 tisuća ljudi. Najamna vojska koju su u obranu grada poslala Genova i Venecija (svaka od te dvije republike poslala je po nešto više od 700 vojnika i stanovito brodovlje) pokazala se izvrsnom, ali naprosto nedovoljno brojnom da zajedno s vojskom cara Konstantina XI. Paleologa obrani grad okružen moćnim Osmanskim carstvom: ukupno se oko 5.000 branitelja suočilo s oko 20 puta brojnijim napadačima. Sam Konstantin XI. je poginuo na dan pada grada, odbacivši prije ulaska u borbu na najtežem mjestu boja svoju krunu, na kojoj su dragulji bili zamijenjeni komadima stakla nakon što su bili prodani radi podmirivanja državnih troškova, kako ga neprijatelji ne bi prepoznali i pokušali zarobiti.

## Nakon pada Carigrada
Mehmed II. Osvajač, koji je Konstantinopol osvojio nakon samo 55 dana opsade, pretvorio je nakon zauzimanja grada  katedralu Hagia Sofia u džamiju, te je svoju volju da bude potpuni nasljednik rimskih careva (Kayser-i Rûm, "Car Rima") označio time što je  prisvojio vlast da imenuje carigradskog patrijarha, prerogativ kojega su osmanski carevi (ujedno šefovi islamske vjerske zajednice) koristili sve do u XX. stoljeće. Prvi takav patrijarh bio je Genadije II., koji je prije pada grada bio običan monah koji čak nije bio ni svećenik (izučeni pravnik, koji je do zaređenja 1448. god bio građanski sudac i carev savjetnik: ušao je u samostan nakon što ga je Car otjerao s dvora) koji se i pred Grcima i pred Turcima "odlikovao" pišući knjige u kojima je dokazivao da su Katolici, heretici i da s njima stoga ne može biti suradnje. Makar se legitimni carigradski patrijarh Grgur III. sklonio kod Pape u Rimu (tamo ga je 1450. poslao Car nakon što je antikatolički krugovi u Carigradu počeli prevladavati, ali novi patrijarh nije bio imenovan; umrijeti će on 1459. godine), Genadije je prihvatio patrijaršijski ogrtač i pastirski štap iz ruku muslimanskog vladara, a Grci su prihvatili Genadijevu crkvenu vlast. Turski car Mehmed će se s Genadijem i grčkim pravoslavcima tijekom svoje dugačke vladavine (vladao je on do 1481. godine) poigravati smjenjujući ga, imenujući mu čak 3 nasljednika, koje je potom nakon nekoliko godina smjenjivao i natrag imenovao u Genadija. U razdoblju od 1453. do 1901. godine od 102 patrijarha samo 29 nije bilo smijenjeno prije smrti, 35 je bilo imenovano po više puta; bila se ustalila praksa da se Turcima za patrijaršijske i episkopske tzv. berate (povelje), uključivo osobito kod smjenjivanja suparnika, vrlo obilno plaća. Suradnja s Turcima je grčkoj crkvi, kojoj je u Osmanskom Carstvu bila dana kontrola i nad crkvenim poslovima drugih naroda u Osmanskom Carstvu, kako su to ranije nastojali činiti rimski carevi, i stanovništvu ipak osiguravala podnošljiv status, te se Turci u pravilu nisu pačali u poslove između samih Grka, poštujući grčko svećenstvo i njihove svjetovne predvodnike.
Mehmed II. je prijestolnicu svojega Carstva iz grada Edirne u Trakiji premijestio u Carigrad. 
Stanovništvo Konstantinopola, izuzev manjeg broja koje je evakuirano đenoveškim i venecijanskih brodovima, Mehmet II. je porobio (žene su uglavnom bile silovane), dozvolivši najprije njihovoj rodbini da ih otkupi (ako su imali dovoljno imućne rodbine izvan grada). Kako je osmanska carevina već imala mnogo grčkih podanika, poneki od tih stanovnika su imali priliku da nakon što su bili otkupljeni (zajedno s dijelom preostalih, koje su muslimanski gospodari ostavili da im služe u gradu) ostanu u samom gradu i čak se upuste u unosne poslove, sada u središtu jednog prosperitetnog muslimanskog carstva. Sam grad je vrlo brzo privukao jedno posve novo stanovništvo.
Đenovezi će u godinama nakon pada Konstantinopola postupno Turcima bez rata predati svoje kolonije po grčkim otocima. Venecija je odlučila braniti svoje posjede, te je između Turaka i Mlečana 1463. godine otpočeo Drugi Mletačko-osmanski rat koji će potrajati čak 16 godina, do 1479. godine. U njemu će Venecija izgubiti svoj stoljetni posjed Negropont, ali će održati pod svojom vlašću neke druge posjede na grčkim otocima i uspostaviti svoju vlast na Cipru. To će biti zadnje grčke zemlje koje će još nekoliko desetljeća (u nekoliko slučajeva i stoljeća) ostati izvan turske vlasti.
Nakon osmanskog osvajanja 1453. godine, nekadašnja veličina, bogatstvo i slava Konstantinopola kao sjedišta velikog carstva na dodiru Europe, Azije i Afrike (1517. god. je Otomanska Carevina zavladala Egiptom, kao što je tom važnom zemljom ranije vladao Bizant) je vraćena, ali sada je to grad s presudno turskim i muslimanskim karakterom imena Istanbul.